# 76,2 mm brdski top M-48B1
76,2 mm brdski top M-48B1, jugoslavenski brdski top razvijen neposredno nakon Drugog svjetskog rata. Rezultat je promišljanja prema kojem je u partizanskom načinu ratovanja bio potreban top koji bi pratio i pružao paljbenu potporu postrojbama na brdsko-planinskim terenima.  Ograničenja pred konstruktorom bila su protežnosti oružja (masa i ukupna duljina), mogućnost rastavljanja, vuča ili transport na konjima ili volovima, uporaba streljiva za pukovski top kalibra 76 mm (za koju je u bivšoj FNRJ bila pokrenuta proizvodnja).
Proizvodnja topa počela je 1950. godine u pogonima tvrtke "Bratstvo" iz Travnika, BiH. Proizvedeno je nešto više od 2000 komada, a izvezeni su u Rumunjsku, Mijanmar i Šri Lanku. Danas se njime koriste i neke države nastale raspadom SFR Jugoslavije i to za ispaljivanje počasnih plotuna. 